# Arthur Farenhout
Arthur Farenhout (Rotterdam, 19 de novembre de 1972) és un ciclista neerlandès, ja retirat, que va córrer entre el 1995 i el 2006. En el seu palmarès destaca la Fletxa costanera del 2001, l'Omloop van de Glazen Stad del 2003 i 2005 i el campionat nacional en ruta amateur de 2004.

## Palmarès
- 2001
  - 1r a la Fletxa costanera
- 2003
  - 1r a l'Omloop van de Glazen Stad
- 2004
  -  Campió dels Països Baixos en ruta amateur
  - Vencedor d'una etapa a l'OZ Wielerweekendcórrer
- 2005
  - 1r a l'Omloop van de Glazen Stad